# CCC-Zertifizierung für Brandschutzprodukte
CCC-Zertifizierungen für Brandschutzprodukte sind Zertifizierungen für bestimmte Brandschutzprodukte, die legal in die Volksrepublik China eingeführt werden sollen. Benötigt für das Zertifizierungs-Verfahren wird eine China Compulsory Certification (CCC), ohne die Geschäftsaktivitäten nicht möglich sind. 
Zuständig für die Zertifizierung ist das China Certification Center for Fire Products (chin.:公安部消防产品合格评定中心), kurz CCCF, das dem chinesischen Ministerium für öffentliche Sicherheit unterstellt ist. Das CCCF hat seinen Sitz in Peking. Im Gegensatz zum China Quality Certification Centre (CQC), das für die Zertifizierung von nahezu allen CCC-zertifizierungspflichtigen Produkten zuständig ist, beschäftigt sich das CCCF ausschließlich mit der Zulassung von Feuerschutzprodukten.

## Produkte
Bei den zertifizierungspflichtigen Produkten handelt es sich unter anderem um folgende Produkte: 
- Alarmprodukte
- Feuerlöschschläuche
- Sprinkleranlagen
- Bauteile und Apparaturen von Löschfahrzeugen
- Feuerlöscher
- Brandschutztüren
- Feuerhydranten[1]

## Zertifizierungsprozess
Nach der Annahme aller Antragsdokumente legt das CCCF  fest, in welchem akkreditierten Testlabor die Produkttests durchgeführt werden müssen. Die Tests laufen streng nach den nationalen Normen, den chinesischen GB-Standards ab. Für Brandschutzprodukte existieren rund 300 dieser Standards, es werden jedoch regelmäßig neue Regularien veröffentlicht.